# Tỷ số về khả năng thanh toán

Tỷ số thể hiện khả năng thanh toán của doanh nghiệp trong ngắn hạn:
- Khả năng thanh toán hiện thời: phản ánh việc công ty có thể đáp ứng nghĩa vụ trả các khoản nợ ngắn hạn bằng tài sản ngắn hạn hay không.
Khả năng thanh toán hiện thời = tài sản ngắn hạn/ Nợ ngắn hạn
tỷ số >1 thể hiện khả năng thanh toán ngắn hạn của doanh nghiệp trong tình trạng tốt. Nếu tỷ số này quá cao thì lại là một biểu hiện không tốt do việc tài sản ngắn hạn quá nhiều(tiền mặt, khoản phải thu, hàng tồn kho...) ảnh hưởng đến khả năng sinh lời của công ty.
- khả năng thanh toán nhanh: phản ánh việc công ty có thể thanh toán được các khoản nợ bằng tài sản ngắn hạn có thể chuyển thành tiền một cách nhanh nhất.
khả năng thanh toán nhanh = (tài sản ngắn hạn- hàng tồn kho)/Nợ ngắn hạn
Chỉ số này tương tự như thanh toán hiện thời. nếu chỉ số cao thể hiện khả năng thanh toán nhanh của công ty tốt nhưng nếu quá cao sẽ là một biểu hiện không tốt khi đánh giá về khả năng sinh lời.
Khả năng thanh toán lãi vay = Lợi nhuận trước thuế và lãi vay (EBIT)/Lãi vay phải trả
Lãi vay phải trả là một khoản chi phí cố định, nguồn để trả lãi vay là lợi nhuận gộp sau khi đã trừ đi chi phí bán hàng và chi phí quản lý doanh nghiệp. So sánh giữa nguồn để trả lãi vay và lãi vay phải trả sẽ cho chúng ta biết doanh nghiệp đã sẵn sàng trả lãi vay tới mức độ nào. Hệ số này đo lường mức độ lợi nhuận có được do sử dụng vốn để đảm bảo trả lãi vay cho chủ nợ. Nói cách khác, hệ số thanh toán lãi vay cho chúng ta biết được số vốn đi vay đã được sử dụng tốt tới mức nào và đem lại khoản lợi nhuận là bao nhiêu, có đủ bù đắp lãi vây phải trả hay không.
Khả năng thanh toán của doanh nghiệp là năng lực về tài chính mà doanh nghiệp có được để đáp ứng nhu cầu thanh toán các khoản nợ cho các cá nhân, tổ chức có quan hệ cho doanh nghiệp vay hoặc nợ. Xác định được vấn đề này là một bước quan trọng để doanh nghiệp đưa ra những quyết định tài chính phù hợp.